# Frank Michael

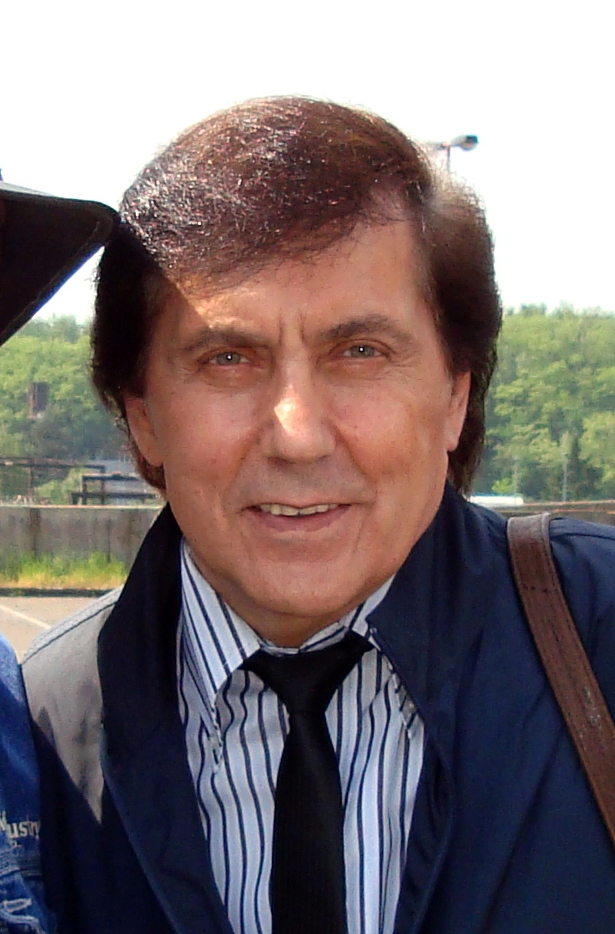
Frank Michael in 2011

Frank Michael (Bedonia, 7 mei 1947), geboren als Franco Gabelli, is een Belgische zanger van Italiaanse origine. Hij verkocht wereldwijd meer dan vijftien miljoen albums en singles.
Zijn carrière begon in 1974 met de release van de single ‘Je ne peux vivre sans toi’. Hij scoorde verscheidene hits, waaronder Dites-lui que je l'aime, San Angelo en Entends ma voix. In 1997 werd hij nog bekender in Frankrijk met zijn album Toutes les femmes sont belles. Sindsdien is hij ook bekend buiten Europa, vooral in Canada en Japan. Ook bracht Frank Michael de albums Il est toujours question d'amour en Le petit café du grand amour uit. In 2003 presenteerde hij het album Thank You Elvis, dat vijftien Elvis Presley-nummers bevat, die in het Frans of Italiaans waren herwerkt.
Frank Michael woont sinds 1956 in Seraing in de provincie Luik.